# 境野新台地
境野新台地(さかいのしんだいち)とは富山県富山市にある台地。別名は境野新扇状地。呉羽山断層帯による隆起扇状地である。

## 特徴
勾配は12/1000程度で、末端部は射水平野特有の泥炭の地層をしている。台地面では主に稲作がされているが、水不足を補うためため池が多い。他には池多集落でのりんご栽培や、開ヶ丘集落での畑作が行われている。

## 形成
元々は神通川の流域であったが、呉羽山断層による隆起により切り離され、呉羽丘陵に隣接した段丘になった。

## 台地上・周辺の施設
- 古洞の森
- 富山大学杉谷キャンバス
- 富山市ファミリーパーク